# Benedict Cassen
Benedict Cassen (* 1902 in New York City; † 1972 in Santa Monica) war ein US-amerikanischer Medizinphysiker. Er ist für Pionierarbeiten in Körper-Scanning-Methoden in der medizinischen Bildgebung bekannt.

## Leben und Werk
Cassen wuchs auf dem Land in Connecticut auf und studierte Mathematik und Physik am Royal College of Science in London mit dem Abschluss 1927. Im Jahr 1930 wurde er magna cum laude am Caltech über Röntgenröhren hoher Leistung promoviert. Er ging als Physiker in die Medizin und arbeitete für die Westinghouse Research Laboratories und das Harper Hospital in Detroit. Danach ging er zur US Naval Ordinance Station in Pasadena und war ab 1947 als Forschungsphysiker im Nuklearmedizin-Projekt der University of California, Los Angeles (UCLA) (dem späteren Laboratory for Nuclear Medicine and Radiation Biology). Er war Professor für Biophysik an der UCLA und hatte dort eine führende Rolle im Aufbau einer Zyklotron-Anlage, die 1971 eröffnet wurde. Er beriet auch das Oak Ridge Institute of Nuclear Studies und das Los Angeles Veterans Administration Hospital.
Er ist vor allem bekannt für die Entwicklung eines Szintillationszählers mit automatischer Scanningfunktion, der 1951 die Entwicklung der Nuklearmedizin revolutionierte. Der Szintillationszähler wurde längs einer geraden Linie mit einem Elektromotorantrieb bewegt. Der Scanner wurde damals dazu benutzt, die Strahlung der Schilddrüse nach Behandlung mit radioaktivem Jod zu bestimmen und fand bald weite Verwendung auch bei anderen Körperorganen nach Entwicklung jeweils organspezifischer Radiopharmaka. Später entwickelte er zum Beispiel mit Studenten automatische Analysemethoden für Blutzellpopulationen und untersuchte die Wirkung von Druckwellen zum Beispiel aus Explosionen auf den menschlichen Körper.

## Ehrungen
1970 erhielt er den Distinguished Scientist Award der Society of Nuclear Medicine. Ein Preis der Society of Nuclear Medicine ist nach ihm benannt.